# Els trapelles
Els trapelles (nom original en anglès: The Little Rascals) és una sèrie d'animació del dissabte al matí de 30 minuts produïda per Hanna-Barbera Productions i King World Productions. Es va emetre per primera vegada a ABC el 25 de setembre de 1982.:365–366 Una sèrie derivada basada en els curtmetratges de comèdia d'acció en directe Our Gang, es va emetre com a part de The Pac-Man/Little Rascals/Richie Rich Show el 1982 i després com a part de The Monchhichis/Little Rascals/Richie Rich Show el 1983.:503
Els personatges van ser dissenyats per Iwao Takamoto i Bob Singerutilitzant paper de calc a sobre fotografies reals dels personatges de la vida real i van utilitzar un llapis per dibuixar els personatges. La mateixa tècnica també es va utilitzar en anteriors sèries derivades de Hanna-Barbera com The Fonz and the Happy Days Gang i Laverne and Shirley in the Army.

## Visió general
Els Little Rascals havien estat animats per a televisió dues vegades abans. A la dècada de 1960, es va produir una sèrie de nou Little Rascals Color Specials animades amb fang per a la sindicació, presumiblement per Bura & Hardwick, l'estudi britànic responsable de Camberwick Green, utilitzant bandes sonores de les pel·lícules originals Our Gang.
El 1979, Fred Wolf havia produit un especial de nadal The Little Rascals Christmas Special per a la NBC. La versió d'aquesta empresa es va utilitzar encara més en anuncis de servei públic animats.
La sèrie d'animació i les pel·lícules originals d'imatge real d'Our Gang difereixen en diversos aspectes. La colla viu ara en un entorn contemporani dels anys vuitanta, amb ordinadors i televisió. Fajol és ara un inventor intel·ligent i està interessat en la ciència, sempre crea nous dispositius per a la colla, i els ulls de Darla van passar de color avellana a blaus (tot i que aquest detall era trivial donat que tots els curts d'Our Gang eren en blanc i negre). També a la sèrie d'animació, els Rascals s'havien conegut en una casa de l'arbre i conduïen per la ciutat de Greenpoint en un vehicle tirat per gossos. A més, el tema musical era completament diferent i molts personatges com Stymie no apareixen.

## Demanda
El març de 1984, l'actor de Our Gang Eugene Lee, que havia interpretat a Porky als curtmetratges originals quan era nen entre 1935 i 1939, va demandar a Hanna-Barbera Productions per gairebé 2 milions de dòlars, al·legant que el personatge d'animació era una violació dels seus drets de semblança. A la demanda se li van unir altres antics nens de Our Gang: George McFarland, que havia interpretat a Spanky, Tommy Bond, que havia interpretat a Butch, i Sidney Kibrick, que havia interpretat a The Woim. Carl Switzer, Darla Hood i Billie Thomas, que havien interpretat a Alfalfa, Darla i Buckwheat respectivament, ja eren morts. Es va trobar que la llicència d'Hanna-Barbera de King World no incloïa els drets de semblança dels antics actors infantils, i el cas es va resoldre extrajudicialment.

## Mitjans domèstics
Es va anunciar a Facebook el 23 d'abril de 2016 que la sèrie no s'estrenaria en DVD per motius aliens al control de Warner Archive.